# Herbert Morrison
Herbert Oglevee „Herb“ Morrison (* 14. Mai 1905 in Connelsville, Pennsylvania; † 10. Januar 1989 in Morgantown, West Virginia) war ein amerikanischer Rundfunkjournalist. Weltweit bekannt wurde er durch seine Radioreportage während der Katastrophe des Luftschiffes LZ 129 „Hindenburg“ am 6. Mai 1937.

## Reportage zur Katastrophe der „Hindenburg“
Gemeinsam mit dem Toningenieur Charles Nehlsen befand er sich am 6. Mai 1937 in Lakehurst, um für den Chicagoer Radiosender WLS versuchsweise einen Bericht über die erste Ankunft des Luftschiffes "Hindenburg" in der Saison 1937 auf Schallplatte aufzuzeichnen. Das Vorhaben wurde gesponsert von American Airlines, dem US-amerikanischen Vertragspartner der Deutschen Zeppelin-Reederei, und Presto, dem Hersteller der Aufzeichnungsausrüstung. Morrison hatte bereits erfolgreich mit American Airlines zusammengearbeitet, als er vom Flugzeug aus live über die großen Überschwemmungen Anfang 1937 berichtet hatte, und war daher wieder für die geplante Reportage ausgesucht worden. Routiniert schilderte Morrison, umgeben von Wartenden, den Zuhörern die Landeprozedur, als plötzlich aus dem Heck des Luftschiffes Flammen brachen. Aufgeregt beschreibt er den Fortgang der Katastrophe:

“It’s burst into flames, [Die Abstimmung des Aufnahmegerätes wird durch die Druckwelle gestört, das Folgende ist kaum hörbar.] it’s burst into flames and it's falling, it's crashing. Watch it! Watch it, folks! Get out of the way, [Der Toningenieur hat das Problem behoben.] get out of the way. Get this, Charlie, get this, Charlie! It's cra… and it's crashing, it's crashing, terrible. Oh, my! Get out of the way, please! It is burning, bursting into flames and … and it's falling on the mooring mast and all the folks agree this is terrible, this is one of the worst catastrophes in the world! [unverständlich], oh, four or five hundred feet into the sky, it’s a terrific crash, ladies and gentlemen. There's smoke and there's flames now and the frame is crashing to the ground, not quite to the mooring mast. Oh, the humanity and all the passengers, screaming around me!”

„Es ist in Flammen aufgegangen, es ist in Flammen aufgegangen und es fällt, es stürzt ab. Vorsicht! Vorsicht, Leute! Weg da, weg da. Nimm das auf, Charlie, nimm es auf, Charlie. Es stü… und es stürzt ab, es stürzt ab, furchtbar. Oh, Gott! Lauft weg da, bitte! Es brennt, schlägt Flammen und … und fällt auf den Ankermast und alle Leute sind sich einig: das ist furchtbar, das ist eine der schlimmsten Katastrophen der Welt! [unverständlich], oh, vier- oder fünfhundert Fuß in den Himmel, es ist ein furchtbarer Absturz, meine Damen und Herren. Da sind Rauch und Flammen jetzt und das Gerüst stürzt zu Boden, nicht ganz bis zum Ankermast. Oh, die Menschheit und all die Passagiere, Schreien um mich herum!“

Während dieser Schilderung wird Morrison hörbar von seinen Gefühlen übermannt. Sein professioneller Erzählton vom Anfang geht in ein Wimmern und Schluchzen über. Morrison führt die Reportage weiter, berichtet von den Rettungsarbeiten und interviewt einige Augenzeugen. Mehrfach muss er seine Arbeit unterbrechen, um sich selbst zu beruhigen.
Die kunstharzbeschichteten Aluminiumplatten mit seiner Reportage werden noch am selben Abend nach Chicago gebracht. Tags darauf wird der Bericht in Ausschnitten landesweit von der Senderkette NBC übertragen.
Gemeinsam mit den Filmen und Bildern der Katastrophe hatte die Reportage eine hohe emotionale Wirkung auf die Bevölkerung. Obwohl die Hindenburgkatastrophe nicht das schwerste Unglück eines Luftschiffes in der Geschichte war, trug sie maßgeblich zur Abkehr von der Verkehrsluftschifffahrt bei.
In dem deutschen Fernsehfilm Hindenburg (2011) wird Herbert Morrison von Harvey Friedman verkörpert.